# 사가라 마유
사가라 마유(相良茉優, Sagara Mayu, 1995년 4월 17일 ~ )는 교토부 출신의 일본 성우로 하이 파인(High Pine)에 소속되어 있다. 러브 라이브! 니지가사키 학원 스쿨 아이돌 동호회의 나카스 가스미 역, 프라오레! ~PRIDE OF ORANGE~의 미즈사와 아야카 역으로 유명하다.

## 작품

### 애니메이션
2015
- 성검사의 금주영창

2016
- 아이돌 메모리즈

2017
- 아이돌타임 프리파라

2019
- 귀여우면 변태라도 좋아해 주실 수 있나요?
- 키랏토 프리☆챤
- 마왕님 리트라이!

2020
- 러브 라이브! 니지가사키 학원 스쿨 아이돌 동호회
- 전익의 시그드리파

2021
- 왓챠 프리마지!
- 프라오레! ~PRIDE OF ORANGE~

2022
- 러브 라이브! 니지가사키 학원 스쿨 아이돌 동호회
- 텟펜!!!

2023
- 개가 되었더니 좋아하는 사람이 날 주웠다.

### 비디오 게임
2019
- 러브 라이브! 스쿨 아이돌 페스티벌

2022
- 벽람항로